# Anik
Anik (ros. Аник) – góra o wysokości bezwzględnej 1933 m n.p.m., najwyższy szczyt Kraju Nadmorskiego w Rosji. Położony jest w północnej części Kraju Nadmorskiego przy granicy z Krajem Chabarowskim na terenie Parku Narodowego „Bikin”. Góra Anik jest trzecim co do wysokości szczytem pasma górskiego Sichote-Aliń. 